# Ténia
Pour les articles homonymes, voir Ténia (homonymie).
Les ténias ou tænias désignent des vers plats ou plathelminthes, qui appartenaient au genre Taenia, mais beaucoup ont été reclassés dans d'autres genres que Taenia , d'autres familles que les Taeniidae ou encore d'autres ordres que les Cyclophyllidea. Ils se présentent comme de longs vers rubanés et segmentés, hermaphrodites, appartenant à la classe des Cestodes, et parasites du tube digestif des vertébrés.
Plus connu sous l'appellation « ver solitaire », on distingue deux espèces principales touchant l'être humain : le Taenia saginata (ténia inerme), dont l'hôte intermédiaire est le bœuf, et le Taenia solium (ténia armé), dont l'hôte intermédiaire est le porc. D'autres variétés peuvent affecter différentes espèces animales, par exemple Taenia pisiformis pour le chien ou le chat.
Le tæniasis est la maladie déterminée par la présence de ténias adultes dans l'intestin grêle humain. Lorsque le ver est en croissance, dans les premiers mois après l'infestation, il peut entraîner des troubles digestifs et de l'appétit. Lorsque le ver est arrivé à maturité, il est souvent bien toléré (absence de symptômes).
La cysticercose est la maladie causée par la forme larvaire du ténia (presque toujours ténia du porc). Elle peut être grave par la localisation possible du parasite dans l'œil ou le système nerveux central.

## Morphologie

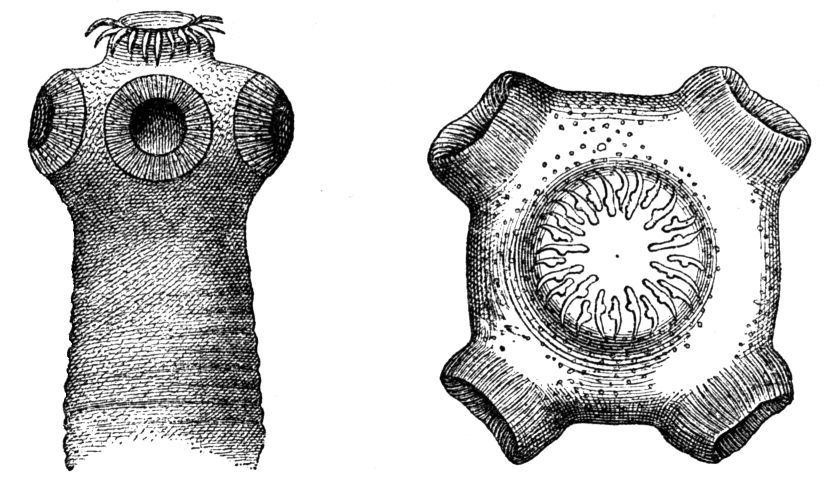
Tête d'un taenia solium.

Les cestodes et ténias ont en commun d'être des vers plats, rubanés et segmentés, avec un corps en trois parties : la tête ou scolex qui porte les organes de fixation, le cou étroit et non segmenté, le corps ou strobile formé d'une succession d'anneaux ou proglottis.
Les anneaux se forment à la jonction du cou et du strobile, pour grossir au fur et à mesure qu'ils s'éloignent de la tête. Chaque anneau est hermaphrodite, d'abord mâle lorsqu'il est jeune, puis femelle en vieillissant (protérandrie). Les derniers anneaux de fin de chaîne sont bourrés d'œufs, ils se détachent et passent dans le colon pour être évacués avec les selles, ou en dehors d'elles (cas des anneaux du ver solitaire Taenia saginata).
Il n'existe pas de tube digestif. Les aliments sont assimilés par les téguments dont la surface est entièrement recouverte de microvillosités, visibles seulement en microscopie électronique.
La classification des différents ténias se base sur l'anatomie du scolex et la position des orifices génitaux sur les anneaux.
Le plus grand des cestodes humains est le Diphyllobotrium latum qui peut atteindre de manière exceptionnelle les 20 mètres.
Les principaux ténias de l'homme (du bœuf ou du porc en hôte intermédiaire) peuvent mesurer plusieurs mètres. Le plus long est Taenia saginata (ténia du bœuf) qui peut dépasser les dix mètres. Le plus petit ténia de l'homme est Hymenolepis nana qui a une longueur de 1 à 5 cm.

## Ténias d'importance médicale
Parmi les cyclophyllidés, les plus importants sont :
- Taenia saginata (ténia du bœuf) ;
- Taenia solium (ténia du porc) ;
- Hymenolepis nana (« ténia du pain », par insectes ou invertébrés dans la farine).

Les deux premiers sont généralement considérés comme strictement humains (l'homme comme hôte définitif habituel).
D'autres sont beaucoup plus rares, parasitant d'abord les animaux, et accidentellement l'homme (hôte exceptionnel) :
- Hymenolepis diminuta (petits rongeurs) ;
- Inermicapsifer madagascariensis ou I. cubensis (singes et rongeurs) ;
- Dipylidium caninum (chien et chat) ;
- Raillietina (oiseaux et petits mammifères).

En revanche, le « ténia du poisson » Diphyllobothrium latum est d'importance médicale, causant la diphyllobothriose (anciennement bothriocéphalose), mais il appartient à un ordre différent, celui des pseudophyllidés.

## Répartition géographique et importance
Les ténias sont de répartition cosmopolite, mais plus fréquents dans les pays en développement, surtout en situation de péril fécal et d'hygiène précaire ; et selon les habitudes culinaires (comme l'élevage du porc ou du bœuf, viande consommée crue ou peu cuite).
Le ténia du porc Taenia solium est éradiqué d'Europe occidentale, et d'Amérique du Nord, mais il peut s'y retrouver par viande d'importation en provenance de pays touchés. Le ténia du porc est présent en Europe méridionale (péninsule ibérique) et de l'Est, en Asie, en Afrique et en Amérique du Sud.
La cysticercose, due à la forme larvaire du ténia du porc, se retrouve surtout en Afrique tropicale, océan Indien, et Amérique du Sud. C'est la première cause d'épilepsie à La Réunion et à Madagascar.
Dans les pays occidentaux, comme en France, où l'on aime le steak cru (steak tartare) ou à peine cuit (bleu de cuisson), le ténia du bœuf Taenia saginata est de loin le plus fréquent. Le « ver solitaire » toucherait ainsi en Europe un demi-million de personnes chaque année. On le retrouve aussi en Afrique de l'est et en Asie centrale.
Le ténia du poisson Diphyllobothrium latum est responsable d'infestations chez l'homme dans la région des lacs suisses et italiens, sur les bords de la mer Baltique, aux Amériques et au Japon. Il toucherait près de 20 millions de personnes dans le monde.
Le ténia du pain (mal cuit) Hymenolepsis nana est très répandu chez les enfants du Maghreb, en Afrique, en Inde et en Amérique centrale et du sud.

## Cycles évolutifs

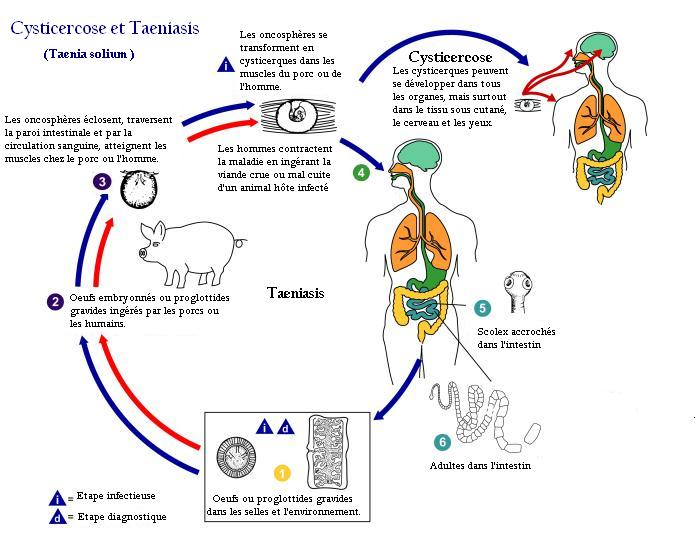
Cycle de contamination des ténias. (cliquez sur l'image pour l'agrandir)

### Ténias principaux
Les anneaux détachés, remplis d'œufs, franchissent l'anus de manière passive (mêlés aux selles comme Taenia solium) ou active (chaque anneau est mobile, franchissant lui-même l'anus, comme Taenia saginata, les anneaux se retrouvent à la surface des selles, mais aussi en dehors de la défécation), dans ce dernier cas le sujet atteint découvre des anneaux (20 mm de long sur 7 mm de large) dans ses sous-vêtements ou ses draps.
Le cycle des ténias est simple. Arrivés dans le milieu extérieur, les anneaux finissent par se désagréger et chacun d'eux libère des milliers d'œufs qui sont disséminés sur le sol et les herbes, ou qui sont transportés par les mains sales (défaut d'hygiène chez l'homme).
Avalés par un hôte intermédiaire adéquat (bœuf, porc), les œufs donnent des embryons hexacanthes (possédant 6 crochets, comme tous les embryons de cestodes). Ces embryons perforent le tube digestif de l'hôte intermédiaire, passent dans le système circulatoire, et vont se loger principalement dans le muscle ou le tissu adipeux autour des muscles.
L'embryon grossit, forme une vésicule et bourgeonne donnant un scolex (tête de ténia) qui reste dans la vésicule, c'est la larve cysticerque. Ces larves sont plus fréquentes chez le bœuf dans les muscles des cuisses, chez le porc dans la langue et le cœur. L'état de l'hôte intermédiaire ainsi atteint est appelé cysticercose, celle du porc est appelée vulgairement ladrerie (porc ladre). Le cysticerque devient mûr et infestant en quelques semaines ou mois.
L'homme devient hôte définitif en consommant cette viande crue ou pas assez cuite. Le scolex se libère dans le tube digestif, se fixe à la muqueuse de l'intestin grêle et forme ses anneaux. Il devient adulte en 2 à 3 mois pour libérer des anneaux remplis d'œufs.

### Autres cas
Dans le cas du « ténia du pain » Hymenolepis nana, l'hôte intermédiaire peut être un insecte ou un invertébré (blatte, puce, ver de farine...). L'homme (surtout l'enfant) se contamine en les ingérant accidentellement (par exemple pain mal cuit), mais le mode habituel est l'auto-infestation (mains sales) sans hôte intermédiaire.
Dans le cas du « ténia du poisson » Diphyllobotrium latum, le cycle est plus complexe, nécessitant plusieurs hôtes intermédiaires. Les œufs doivent être libérés dans l'eau, être avalés par un petit crustacé, et remonter la chaîne alimentaire des plus petits poissons aux plus gros (les plus infestés) qui peuvent être consommés crus, marinés ou mal cuits, par l'homme.
La cysticercose humaine survient lorsque l'homme ingère directement des œufs de ténia (il s'agit presque toujours du ténia du porc Taenia solium). Cela peut se produire par les mains sales en situation d'hygiène précaire, défécation en plein air, utilisation d'engrais humains avec consommation de salades et légumes crus mal lavés, historiquement prisons ou asiles (coprophagie d'aliénés), etc. À cela s'ajoute le fait que le porc est lui-même coprophage.
Une autre façon de se produire est celle où un patient vomit ou tente de vomir une partie de son ténia. Des anneaux pleins d'œufs peuvent se retrouver dans l'estomac, les embryons sont libérés par le suc gastrique, dans cette situation le sujet est à la fois hôte définitif (pour le ténia) et en impasse parasitaire (pour les cysticerques).
Les œufs ainsi ingérés donnent des cysticerques qui se logent préférentiellement dans les muscles, le tissu sous-cutané, l'œil et le système nerveux central.

## Clinique
La présence de ténia adulte dans l'intestin donne des troubles variés, le plus souvent minimes. Ces troubles sont non spécifiques : troubles de l'appétit (boulimie ou anorexie), vagues douleurs abdominales, nausées, troubles du transit (diarrhée ou constipation) de survenue variable et d'évolution déroutante. Ils seraient plus accusés lors de la phase de maturation du ver (les trois premiers mois qui suivent l'infestation).
Des troubles seraient plus particuliers à l'enfant comme les troubles neuropsychiques (céphalées, cauchemars, irritabilité...) surtout avec Hymenolepis nana. D'autres troubles ont été décrits : cardiovasculaires et respiratoires, troubles cutanés (urticaire, prurit...), etc. L'origine de ces derniers troubles reste discutée (s'ils sont imputables ou non à la présence d'un ténia).
Dans la situation la plus fréquente, lorsque le ver est arrivé à maturité, il est bien toléré avec absence totale de symptômes. Le Taenia saginata peut vivre 20 ans.
Pour le « ténia du poisson », il existe un risque important d'anémie avec carence en vitamine B12. 
Pour la cysticercose, il existe un risque grave d'atteinte oculaire ou neurologique selon la localisation.

## Diagnostic
Dans le cas de Taenia saginata, le patient découvre lui-même des anneaux dans ses draps ou sous-vêtements. Ils se présentent comme des débris blanchâtres, ayant l'aspect de nouilles plates, grossièrement rectangulaires d'environ 2 cm sur 1 cm, sur 1 mm d'épaisseur.
Le test à la cellophane adhésive ou scotch-test anal consiste à appliquer un ruban adhésif sur l'anus, puis à le coller sur une lame de verre. L'examen microscopique détecte des œufs. Un examen parasitologique des selles peut être nécessaire pour confirmer l'identification exacte.

## Traitement
Des médicaments anti-parasitaires (vermifuges) sont généralement prescrits pour le tuer. Les molécules les plus connues sont la niclosamide, l'ivermectine et le praziquantel.
La surveillance du traitement se fait sur la disparition des symptômes, l'arrêt d'émission d'anneaux, ou l'élimination du ver adulte dans les selles. Le ver, alors mort, mesure entre 4 et 10 mètres. Seule l'évacuation de la tête, souvent en dernier et avec résistance, indique l'élimination complète du ver, laquelle a généralement lieu en une seule fois mais peut durer plusieurs heures.

## Prévention
En France, le contrôle de la viande de porc (à l'abattage) est obligatoire pour la recherche de cysticerques, et ne l'est pas pour la viande de bœuf. La congélation industrielle atteint des températures suffisantes pour tuer les cysticerques, mais pas les congélateurs familiaux.
La prophylaxie repose sur la viande et poisson bien cuits (cuits à cœur). L'éducation sanitaire est essentielle (hygiène alimentaire, personnelle et des toilettes).